# Юнас Окерлунд
Ганс Уно Юнас Окерлунд (швед. Hans Uno Jonas Åkerlund; нар. 10 листопада 1965, Стокгольм, Швеція) — шведський кінорежисер, сценарист, режисер музичних відео та барабанщик.

## Біографія
Юнас Окерлунд виріс у Броммі, передмісті Вестерорту в муніципалітеті Стокгольма й навчався в тому ж класі, що й E-Type. Окерлунд був учасником шведської блек-метал-групи Bathory з 1983 по 1984 роки, перш ніж їхня кар'єра пішла вгору. Він також зняв перший кліп Candlemass «Bewitched». Вперше Юнас Окерлунд отримав популярність як головний режисер відео Roxette. У 1997 році він зняв відоме відео для The Prodigy «Smack My Bitch Up», яке викликало суперечки через зображення вживання наркотиків, насильства та оголеного тіла. У 1998 році він працював з Мадонною над кліпом «Ray of Light». Кліп отримав премію Греммі за найкраще музичне відео, коротку форму, а також п'ять нагород на MTV Video Music Awards 1998 року, включно з «Відео року».
Окерлунд працював з такими гуртами та виконавцями як Metallica, Крістіна Агілера, U2, Blink-182, P!nk, Rammstein, Брітні Спірс та Леді Гага. Він зняв музичний кліп на пісню The Smashing Pumpkins «Try, Try, Try», з якого вийшов короткометражний фільм під назвою «Try». Він також був дизайнером та фотографом для альбому Roxette Room Service у 2001 році. У 2002 році дебютував його перший повнометражний фільм Вищий пілотаж.
Окерлунд зняв рекламу для шведського ритейлера одягу MQ та переосмислення пісні Devo «Watch Us Work It», використаної в рекламі Dell Computers. Він довгий час співпрацював з Мадонною, працював над такими музичними кліпами, як Music, American Life та Jump. Юнас Окерлунд також зняв її документальний фільм «Я збираюся розповісти вам секрет» та спеціальний концертний тур The Confessions Tour: Live from London. Серед його робіт були порнографічний відеокліп Pussy Rammstein, кліп на пісню Telephone Леді Гагі та Бейонсе, Moves like Jagger Maroon 5 і Крістіни Агілери, а також сингл Duran Duran Girl Panic!.
Другий фільм Окерлунда Безвихідна ситуація спочатку з'явився на DVD. Пер Гессле з Roxette отримав увагу за музику та саундтрек написані до фільму.
У 2008 році він отримав ще одну премію Греммі, цього разу в номінації «Найкраще довге музичне відео» за ще одну роботу з Мадонною — режисуру DVD The Confessions Tour. У 2014 році він знову отримав премію «Греммі» в цій самій номінації (тим часом назва була змінена на «Найкращий музичний фільм»), цього разу за «Живі поцілунки», фільм-концерт Пола Маккартні. Юнас Окерлунд, Девід Маллет та Боб Смітон — єдині режисери, які здобули цю нагороду двічі, розділивши рекорд за кількістю перемог у цій категорії.
У 2018 році вийшов повнометражний фільм Володарі хаосу, над яким Окерлунд працював кілька років і який розповідає про «найгіршу групу Норвегії», Mayhem.
У 2022 році відбулася прем'єра міні-серіалу Кларк знятого Юнасом Окерлундом. Серіал розповідає про шведського злочинця Кларка Улофссона, який був відомий тим, що брав участь у кримінальній справі, яка першим описаним випадком стокгольмського синдрому.

## Особисте життя
Юнас Окерлунд одружений зі стилісткою Беою Окерлунд, у них двоє дочок-близнючок. Він також має дитину від попереднього шлюбу з Шарлоттою Окерлунд Палмбек і дитину від Ніни Філіпсон. Юнас Окерлунд — син Ганса Окерлунда, відомого гравця на шведському ринку нерухомості в 60-х і 70-х роках, і партнер сімейної компанії з нерухомості Fondex AB.

## Відеографія
- 1993 —"Fingertips '93" Roxette
- 1994 — «Run to You» Roxette
- 1995 — «Vulnerable» Roxette
- 1996 — «June Afternoon» Roxette
- 1996 — «She Doesn't Live Here Anymore» Roxette
- 1997 — «Smack My Bitch Up» The Prodigy
- 1998 — «Ray of Light» Мадонна
- 1998 — «My Favourite Game» The Cardigans
- 1998 — «Turn the Page» Metallica
- 1999 — «Whiskey in the Jar» Metallica
- 1999 — «Wish I Could Fly» Roxette
- 1999 — «Anyone» Roxette
- 1999 — «Corruption» Іггі Поп
- 2000 — «The Everlasting Gaze» The Smashing Pumpkins
- 2000 — «Music» Мадонна
- 2000 — «Try, Try, Try» The Smashing Pumpkins
- 2000 — «Beautiful Day» U2[9]
- 2001 — «Gets Me Through» Оззі Осборн[10]
- 2001 — «Walk On» U2
- 2001 — «The Centre of the Heart» Roxette
- 2002 — «A Thing About You» Roxette
- 2002 — «Fuel for Hatred» Satyricon[11]
- 2002 — «If I Could Fall in Love» Ленні Кравіц
- 2002 — «Beautiful» Крістіна Агілера
- 2003 — «Opportunity Nox» Roxette
- 2003 — «American Life» Мадонна
- 2003 — «Come Undone» Роббі Вільямс
- 2003 — «Sexed Up» Роббі Вільямс
- 2004 — «I Miss You» Blink-182
- 2005 — «Rain Fall Down» The Rolling Stones
- 2006 — «Jump» Мадонна
- 2006 — «One Wish» Roxette
- 2006 — «Mann gegen Mann» Rammstein[12]
- 2007 — «Wake Up Call» Maroon 5[13]
- 2008 — «No. 5» Hollywood Undead
- 2008 — «Undead» Hollywood Undead
- 2008 — «Sober» Pink[14]
- 2009 — «Paparazzi» Леді Гага[15]
- 2009 — «When Love Takes Over» Девід Гетта та Келлі Роуленд
- 2009 — «Celebration» Мадонна[16]
- 2009 — «Pussy» Rammstein[17]
- 2009 — «Fresh Out the Oven» Дженніфер Лопес та Pitbull
- 2009 — «Ich tu dir weh» Rammstein[18]
- 2010 — «Telephone» Леді Гага та Бейонсе[19]
- 2010 — «Hot-n-Fun» N.E.R.D та Неллі Фуртаду[20]
- 2010 — «Let Me Hear You Scream» Оззі Озборн[21]
- 2010 — «Who's That Chick?» Девід Гетта та Ріанна (Day Version)[22]
- 2010 — «Who's That Chick?» Девід Гетта та Ріанна (Night Version)
- 2010 — «One (Your Name)» Swedish House Mafia та Фаррелл Вільямс
- 2011 — «Hold It Against Me» Брітні Спірс[23]
- 2011 — «Hear Me Now» Hollywood Undead[24]
- 2011 — «Moves like Jagger» Maroon 5 та Крістіна Агілера[25]
- 2011 — «Girl Panic!» Duran Duran
- 2011 — «Mein Land» Rammstein[26]
- 2012 — «Daylight» Maroon 5[27]
- 2012 — «Doom and Gloom» The Rolling Stones[28]
- 2013 — «Haunted» Бейонсе[29]
- 2013 — «Superpower» Бейонсе та Френк Оушен
- 2014 — «Magic» Coldplay[30]
- 2014 — «True Love» Coldplay[31]
- 2014 — «Dangerous» Девід Гетта
- 2015 — «Ghosttown» Мадонна
- 2015 — «Bitch I'm Madonna» Мадонна та Нікі Мінаж
- 2016 — «New Romantics» Taylor Swift
- 2016 — «Hold Up» Бейонсе
- 2016 — «Óveður» Sigur Rós
- 2016 — «Make America Great Again» Pussy Riot
- 2016 — «ManUNkind» Metallica
- 2017 — «John Wayne» Леді Гага
- 2017 — «Praying» Kesha
- 2017 — «A Little Work» Fergie
- 2017 — «You're the Best Thing About Me» U2
- 2018 — «Here Comes the Change» Kesha
- 2019 — «God Control» Мадонна
- 2019 — «Under the Graveyard» Оззі Озборн